# قطعنامه ۵۹۱ شورای امنیت
قطعنامه ۵۹۱ شورای امنیت سازمان ملل متحد که در تاریخ ۲۸ نوامبر ۱۹۸۶ تصویب شد، سندی بین‌المللی دربارهٔ آفریقای جنوبی است. این قطعنامه طی نشست ۲۷۲۳ام با ۱۵ موافق، ۰ مخالف و ۰ ممتنع تصویب شد.